# Минжина
Минжина (рум. Mânjina) — село у повіті Димбовіца в Румунії. Входить до складу комуни Войнешть.
Село розташоване на відстані 94 км на північний захід від Бухареста, 20 км на північний захід від Тирговіште, 141 км на північний схід від Крайови, 71 км на південь від Брашова.

## Населення
За даними перепису населення 2002 року у селі проживали 198 осіб, усі — румуни. Усі жителі села рідною мовою назвали румунську.